# ジョヴァニ・ンペシ・ペリカール
ジョヴァニ・ンペシ・ペリカール（Giovanni Mpetshi Perricard, フランス語発音: [ʒɔvani m͡pɛtʃi peʁicaʁ]; 2003年7月18日 - ）は、フランス・リヨン出身の男子プロテニス選手。ATPランキング自己最高位はシングルス29位、ダブルス207位。これまでにATPツアーでシングルス2勝を挙げている。身長203cm、体重98kg。右利き、バックハンド・ストロークは片手打ち。

## 選手経歴

### ジュニア時代
ペリカールはギスラン・ムペトシとシルヴィー・ペリカールの子としてリヨンで生まれた。父親はコンゴ人の元セミプロサッカー選手、母親は元バレーボール選手である。ペリカールにはアリアンヌとダフネという2人の姉妹がおり、ダフネもテニス選手である。

### 2021年 全仏ジュニアダブルス初優勝
2021年全仏オープン男子シングルスジュニアでは同胞のアルトゥール・フィスとペアを組み、ジュニアグランドスラムダブルス初優勝を果たした。同大会のシングルスではペアを組んだフィスに準決勝で6-3, 3-6, 6-7(5)の熱戦の末に敗れ、ベスト4を記録した。同年にプロ転向となり、フューチャーズをメインに下部大会を巡り、7月の「ITFフランスF10」では決勝でフィスに6-3, 4-6, 7-6(4)で破り、フューチャーズ初優勝を果たした。年間最終ランキングは597位。

### 2022年
昨年度同様、フューチャーズをメインに出場し、フューチャーズで2度の準優勝を飾った。年間最終ランキングは370位。

### 2023年 チャレンジャー初優勝

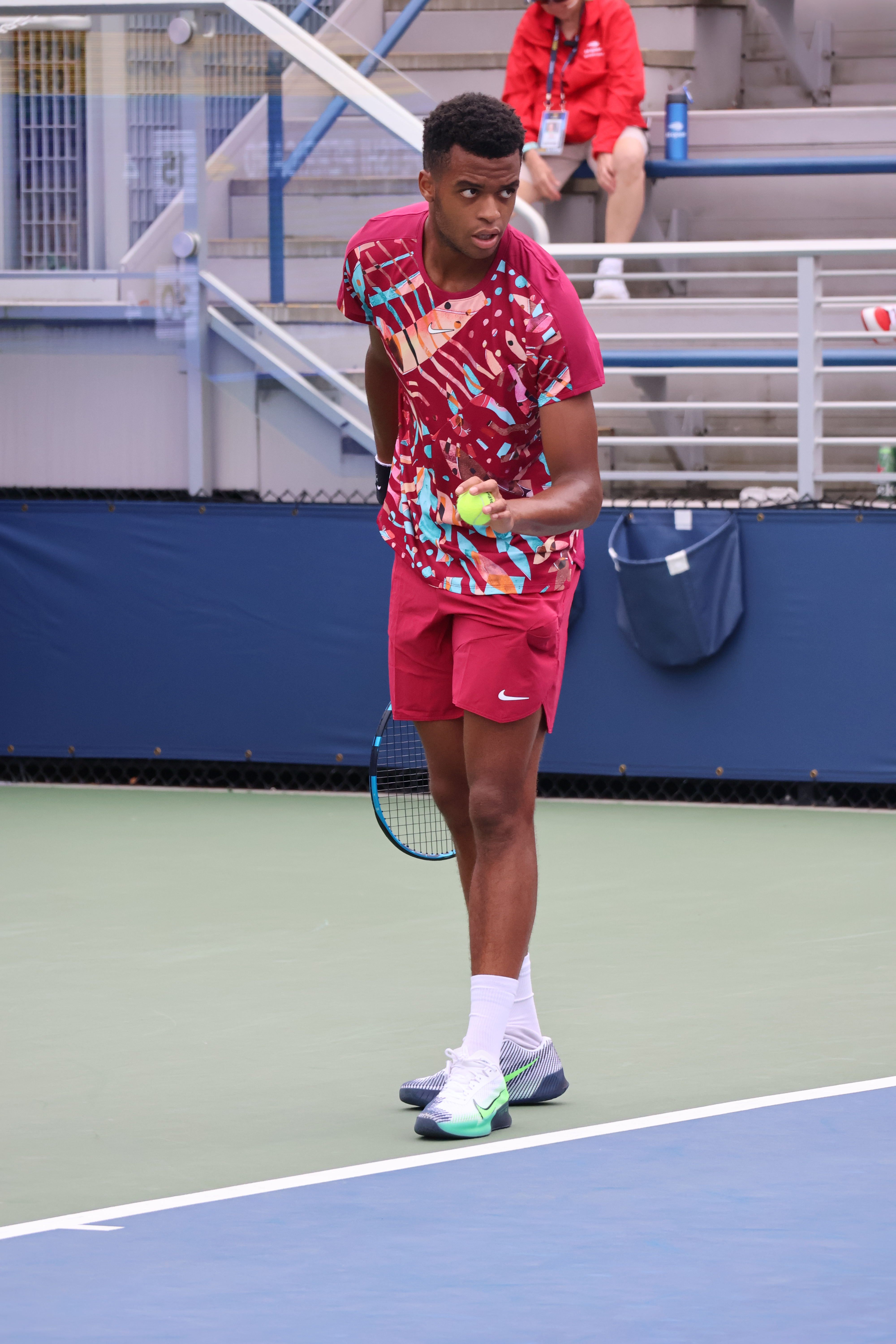
2023年全米オープンでのジョヴァニ・ンペシ・ペリカール(1)

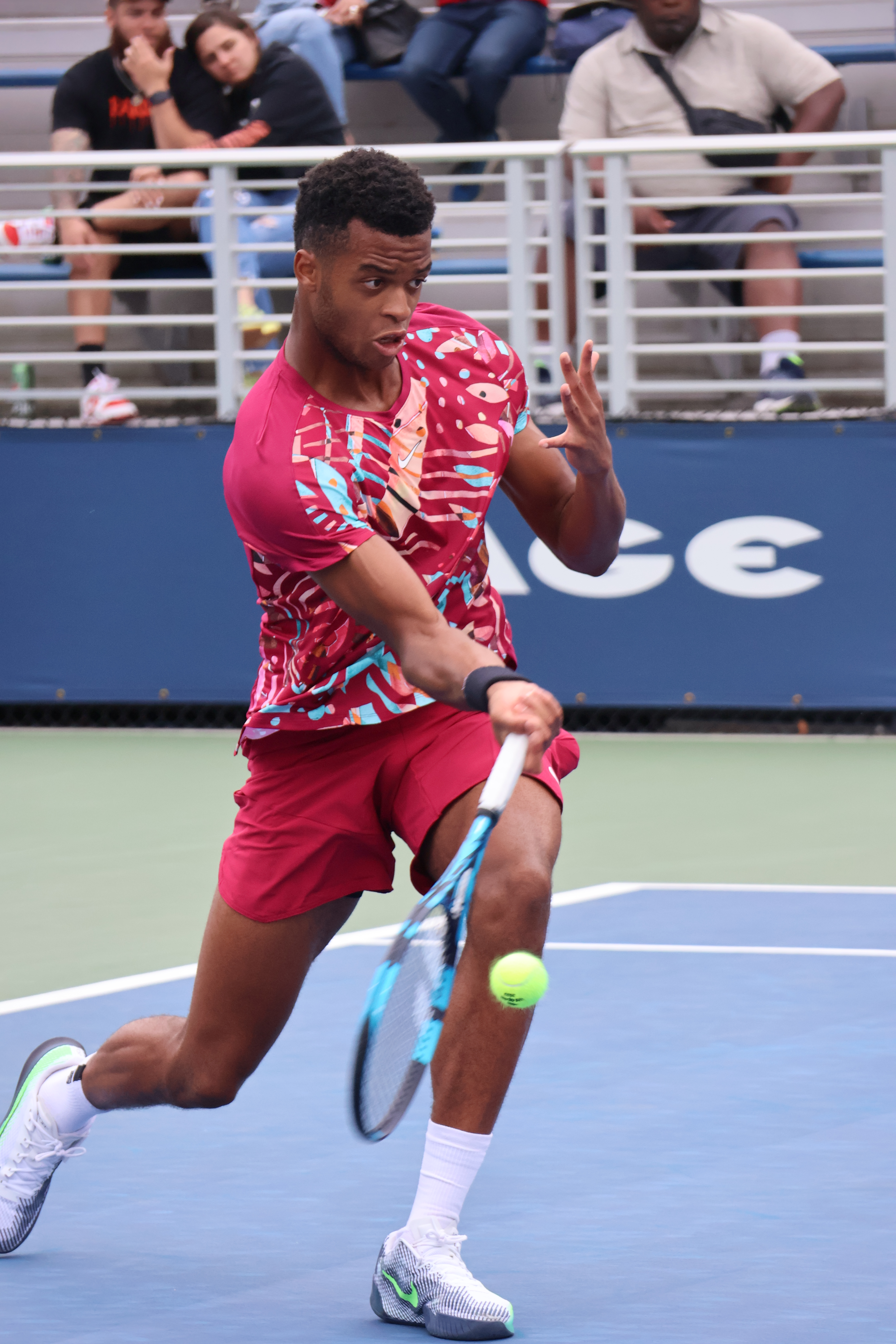
2023年全米オープンでのジョヴァニ・ンペシ・ペリカール(2)

2023年レオン・チャレンジャーでは決勝でフアン・パブロ・フィコビッチを6-7(5), 7-6(6), 7-6(3)の逆転で熱戦を制して、ATPチャレンジャーツアー初優勝を果たした。5月の全仏オープンにはワイルドカード（主催者推薦）で本戦初出場をするも、1回戦のジェナロ・アルベルト・オリヴィエリ戦で6-7(3), 6-4, 6-4, 5-7, 1-6のフルセットの熱戦を制することができずに初戦敗退となった。6月のリベマ・オープンでは予選2試合を制して、ワイルドカードなしでのATPツアーに初参戦となるも、ジョーダン・トンプソンに4-6, 6-7(3)のストレートで初戦敗退となった。全米オープンでは予選2回戦敗退。10月のヨーロピアン・オープンでは予選2試合を勝ち抜き、本戦1回戦でロベルト・カルバレス・バエナを0-6, 6-3, 7-6(4)の逆転で破り、初戦突破。2回戦ではダビド・ゴファンを7-5, 6-3のストレートで破り、ベスト8進出を果たす。準々決勝ではアレクサンダー・ブブリクに4-6, 6-4, 2-6で敗れた。年間最終ランキングは205位。

### 2024年 ツアー初優勝 トップ30入り
リヨン・オープンではワイルドカード（主催者推薦）で出場する。当時世界ランキング117位であったものの、1回戦でロレンツォ・ソネゴを6-3, 6-4、2回戦では西岡良仁の棄権により不戦勝でベスト8進出。準々決勝でユーゴ・ガストンを6-4, 4-6, 6-3、準決勝で第2シードのアレクサンダー・ブブリクを6-4, 7-5で撃破してツアー初の決勝に駒を進めた。決勝では第6シードのトマス・マルティン・エチェベリーを6-4, 1-6, 7-6 (7)で破り、ツアー初優勝を果たした。大会後には「クレイジーで、とてもいい決勝だった。第2セットは劣勢だったけど、なんとか挽回できた。この大会で優勝できてとても嬉しい。それにローラン・ギャロスに向けて大きな自信になったよ」と語った。

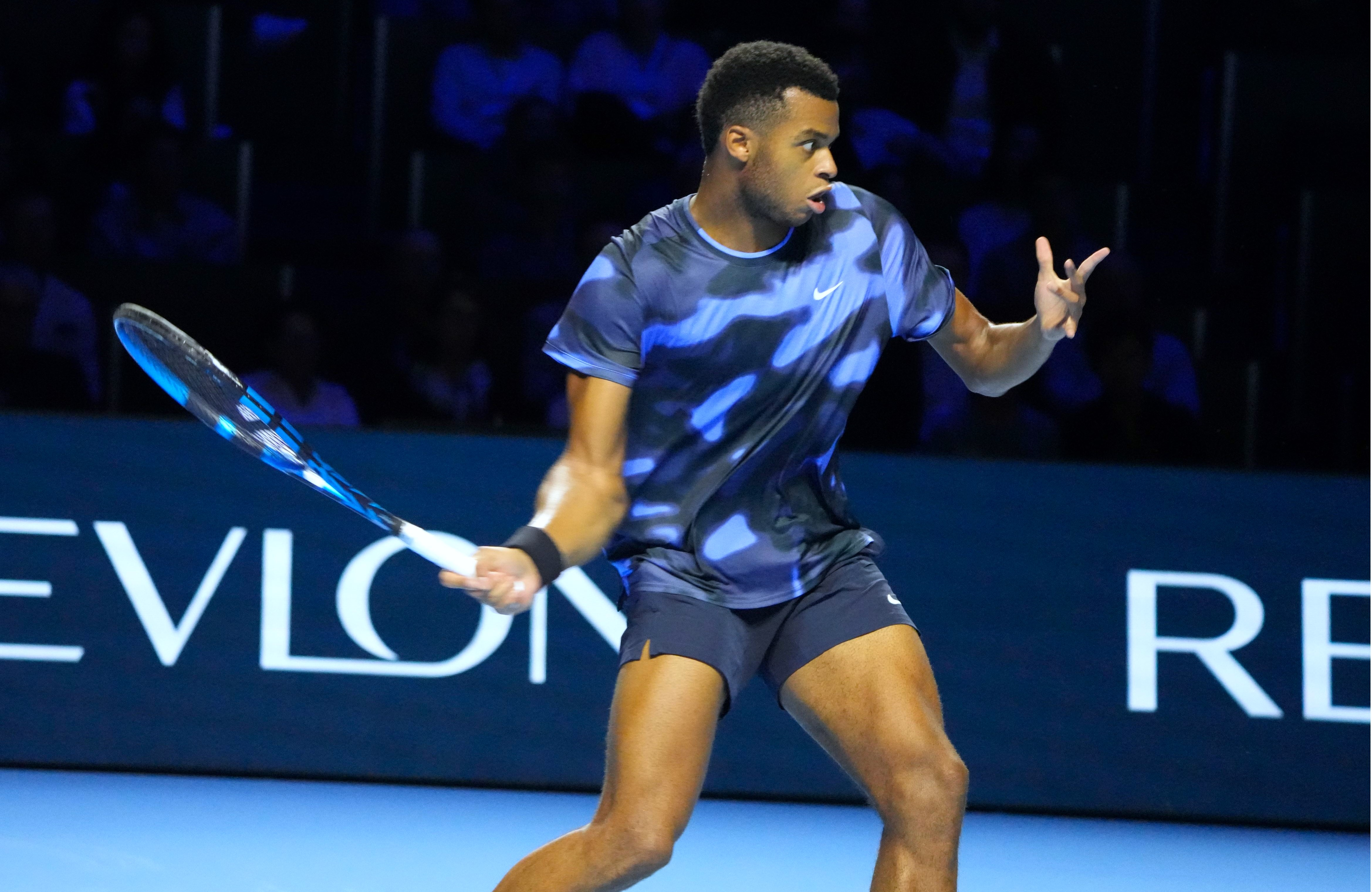
2024年スイス・インドアでのジョヴァニ・ンペシ・ペリカール

10月末のスイス・インドアでは1回戦でジェームズ・ダックワークを7-6(4), 6-3、2回戦でフェリックス・オジェ＝アリアシムを6-1, 7-6(1)、準々決勝でデニス・シャポバロフを6-7(7), 6-3, 7-6(6)、準決勝でホルガ・ルーネを7-6(6), 6-4でそれぞれ下して決勝進出。決勝ではベン・シェルトンを6-4, 7-6 (4)のストレートで下し、試合時間1時間26分で見事な優勝を果たした。また、ATPツアー500で初のタイトル獲得するとともに、ツアー2勝目を挙げた。大会後には「このような大会で優勝するなんて本当に素晴らしい。自分にとっては初めてのことだ。今日の自分、そして過去5日間の自分を誇りに思えるし、ただただ幸せだ。ここで優勝できるなんて本当に素晴らしい。厳しい1ヵ月だったけど、やっぱり勝利があると全てが報われるね」とコメントした。続くパリ・マスターズではワイルドカードにより初出場を果たす。1回戦でティアフォーを6-7(5), 7-6(4), 6-3で破るも、2回戦でカレン・ハチャノフに7-6(12), 1-6, 4-6で敗れたものの、大会後の11月4日には世界ランキング30位となり、トップ30入りを果たした。年間最終ランキングは31位。

### 2025年
年始のブリスベン国際ではプロテクトランキング（負傷などにより長期離脱した選手の救済措置）を利用し、出場した元世界ランキング13位のニック・キリオスに7-6(2), 6-7(4), 7-6(3)の激闘の末に初戦を突破。2回戦でフランシス・ティアフォーを6-4, 7-6(4)、準々決勝でヤクプ・メンシークを7-5, 7-6(5)でそれぞれ下して、ベスト4進出するも、準決勝でライリー・オペルカに3-6, 6-7(4)のストレートで敗れた。全豪オープンでは第30シードとして出場。1回戦では同胞の先輩であるガエル・モンフィスに6-7(7), 3-6, 7-6(6), 7-6(5), 4-6のフルセットの熱戦の末に惜敗した。5月の2025年BNPパリバ・プリムローズ・ボルドーでは決勝でニコロズ・バシラシビリを6-3, 6-7(5), 7-5で破り、ATPチャレンジャーツアー5勝目を挙げた。全仏オープンでは第31シードとして出場。1回戦でジズー・ベルグスを4-6, 6-3, 7-6(5), 6-4の逆転で破り、大会初勝利を挙げた。2回戦ではダミル・ジュムールに6-7(4), 3-6, 6-4, 4-6で敗れた。迎えたウィンブルドン選手権では第5シードのテイラー・フリッツに7-6(6), 7-6(8), 4-6, 6-7(6), 4-6の2セットアップの大熱戦の末に初戦敗退となるも、この試合の第1ゲームの3ポイント目にフリッツのボディに放ったサーブが時速246キロを計測し、爆発音のような打球音とともに繰り出されたサーブに会場はどよめき、驚異的な大会史上最速のサーブスピードの記録を樹立した。

## プレースタイル
身長203cmからサービスエースを量産できるビックサーブが最大の武器。ファーストサーブの平均速度は217km、セカンドサーブでも198kmと両サーブにおいて速度差が少ないのが特徴である。2025年ウィンブルドン選手権において、246kmのサービスを放ったことで大会最速記録を塗り替えた。

## ATPツアー決勝進出結果

### シングルス: 2回 (2勝0敗)
| 大会カテゴリ                    |
| グランドスラム (0–0)            |
| ATPファイナルズ (0–0)           |
| ATPツアー・マスターズ1000 (0–0) |
| ATPツアー500 (1–0)              |
| ATPツアー250 (1–0)              |

| サーフェス別タイトル |
| ハード (1–0)         |
| クレー (1–0)         |
| 芝 (0–0)             |

| 結果 | No. | 決勝日         | 大会     | サーフェス    | 対戦相手                       | スコア             |
| ---- | --- | -------------- | -------- | ------------- | ------------------------------ | ------------------ |
| 優勝 | 1.  | 2024年5月25日  | リヨン   | クレー        | トマス・マルティン・エチェベリ | 6-4, 1-6, 7-6(7-4) |
| 優勝 | 2.  | 2024年10月27日 | バーゼル | ハード (室内) | ベン・シェルトン               | 6-4, 7-6(7-4)      |

## 成績

### シングルス
略語の説明
| W | F | SF | QF | #R | RR | Q# | LQ | A | Z# | PO | G | S | B | NMS | P | NH |

W=優勝, F=準優勝, SF=ベスト4, QF=ベスト8, #R=#回戦敗退, RR=ラウンドロビン敗退, Q#=予選#回戦敗退, LQ=予選敗退, A=大会不参加, Z#=デビスカップ/BJKカップ地域ゾーン, PO=デビスカップ/BJKカッププレーオフ, G=オリンピック金メダル, S=オリンピック銀メダル, B=オリンピック銅メダル, NMS=マスターズシリーズから降格, P=開催延期, NH=開催なし.

#### グランドスラム大会
| 大会           | 2020 | 2021 | 2022 | 2023 | 2024 | 2025 | 通算成績 |
| -------------- | ---- | ---- | ---- | ---- | ---- | ---- | -------- |
| 全豪オープン   | A    | A    | A    | A    | Q3   | 1R   | 0–1      |
| 全仏オープン   | Q1   | Q1   | A    | 1R   | 1R   | 2R   | 1–3      |
| ウィンブルドン | NH   | A    | A    | A    | 4R   | 1R   | 3–2      |
| 全米オープン   | A    | A    | A    | Q2   | 1R   |      | 0–1      |

### 大会最高成績
| 大会                 | 成績 | 年         |
| -------------------- | ---- | ---------- |
| ATPファイナルズ      | A    | 出場無し   |
| インディアンウェルズ | 3R   | 2025       |
| マイアミ             | 2R   | 2025       |
| モンテカルロ         | 1R   | 2025       |
| マドリード           | 1R   | 2025       |
| ローマ               | 1R   | 2025       |
| カナダ               | 2R   | 2025       |
| シンシナティ         | 1R   | 2024, 2025 |
| 上海                 | 1R   | 2024       |
| パリ                 | 2R   | 2024       |
| オリンピック         | A    | 出場無し   |
| デビスカップ         | A    | 出場なし   |